# ناتيك (ماساتشوستس)
ناتيك (بالإنجليزية: Natick, Massachusetts)‏ هي بلدة أمريكية تقع في الولايات المتحدة في مقاطعة ميدلسيكس (ماساشوستس). يقدر عدد سكانها بـ 32,786 نسمة ومساحتها 41.6 كم2 وترتفع عن سطح البحر 55 متر.

## المناخ
يظهر الجدول التالي التغييرات المناخية على مدار السنة لناتيك:
| البيانات المناخية لـناتيك           | البيانات المناخية لـناتيك | البيانات المناخية لـناتيك | البيانات المناخية لـناتيك | البيانات المناخية لـناتيك | البيانات المناخية لـناتيك | البيانات المناخية لـناتيك | البيانات المناخية لـناتيك | البيانات المناخية لـناتيك | البيانات المناخية لـناتيك | البيانات المناخية لـناتيك | البيانات المناخية لـناتيك | البيانات المناخية لـناتيك | البيانات المناخية لـناتيك |
| الشهر                               | يناير                     | فبراير                    | مارس                      | أبريل                     | مايو                      | يونيو                     | يوليو                     | أغسطس                     | سبتمبر                    | أكتوبر                    | نوفمبر                    | ديسمبر                    | المعدل السنوي             |
| ----------------------------------- | ------------------------- | ------------------------- | ------------------------- | ------------------------- | ------------------------- | ------------------------- | ------------------------- | ------------------------- | ------------------------- | ------------------------- | ------------------------- | ------------------------- | ------------------------- |
| متوسط درجة الحرارة الكبرى °ف (°م)   | 33.7 (0.9)                | 37.1 (2.8)                | 46.2 (7.9)                | 58.9 (14.9)               | 68.8 (20.4)               | 75.5 (24.2)               | 81.5 (27.5)               | 80.6 (27.0)               | 73.7 (23.2)               | 59.8 (15.4)               | 51.6 (10.9)               | 39.6 (4.2)                | 58.9 (14.9)               |
| متوسط درجة الحرارة الصغرى °ف (°م)   | 16.4 (−8.7)               | 18.0 (−7.8)               | 25.5 (−3.6)               | 35.6 (2.0)                | 45.0 (7.2)                | 56.3 (13.5)               | 62.1 (16.7)               | 60.2 (15.7)               | 51.7 (10.9)               | 39.5 (4.2)                | 31.8 (−0.1)               | 21.9 (−5.6)               | 38.7 (3.7)                |
| الهطول إنش (مم)                     | 3.41 (87)                 | 3.17 (81)                 | 4.03 (102)                | 4.14 (105)                | 3.91 (99)                 | 4.02 (102)                | 3.80 (97)                 | 3.72 (94)                 | 3.83 (97)                 | 4.39 (112)                | 4.28 (109)                | 4.05 (103)                | 46.77 (1٬188)             |
| متوسط تساقط الثلوج إنش (سم)         | 15.8 (40)                 | 10.8 (27)                 | 7.8 (20)                  | 2.2 (5.6)                 | 0 (0)                     | 0 (0)                     | 0 (0)                     | 0 (0)                     | 0 (0)                     | 0 (0)                     | 1.6 (4.1)                 | 10.0 (25)                 | 48.2 (122)                |
| متوسط أيام هطول الأمطار (≥ 0.01 in) | 10.3                      | 9.2                       | 10.3                      | 11.1                      | 12.4                      | 11.3                      | 9.8                       | 9.7                       | 9.0                       | 10.2                      | 11.0                      | 10.7                      | 125                       |
| متوسط الأيام المثلجة (≥ 0.1 in)     | 5.4                       | 3.8                       | 2.6                       | .4                        | 0                         | 0                         | 0                         | 0                         | 0                         | 0                         | .7                        | 3.4                       | 16.3                      |
| المصدر: NOAA                        |                           |                           |                           |                           |                           |                           |                           |                           |                           |                           |                           |                           |                           |

## أعلام
- دوتي غرين
- توماس جاي كامبل
- كارا ولترز
- هام ألين
- فيل شيلر
- ألان غوردون
- إيدا إي. وودز
- هوراشيو ألجر
- جون كارلسون
- إدي كيسي